# تشاه دازو
تشاه دازو (بالفارسية: چاه دازو) هي قرية تقع في قسم دلغان الريفي (مقاطعة دلغان) في إيران. يقدر عدد سكانها بـ 693 نسمة بحسب إحصاء 2016.